# Бірґер Рууд
Бірґер Рууд (23 серпня 1911 — 13 червня 1998) — норвезький стрибун з трампліна та гірськолижник.

## Кар'єра

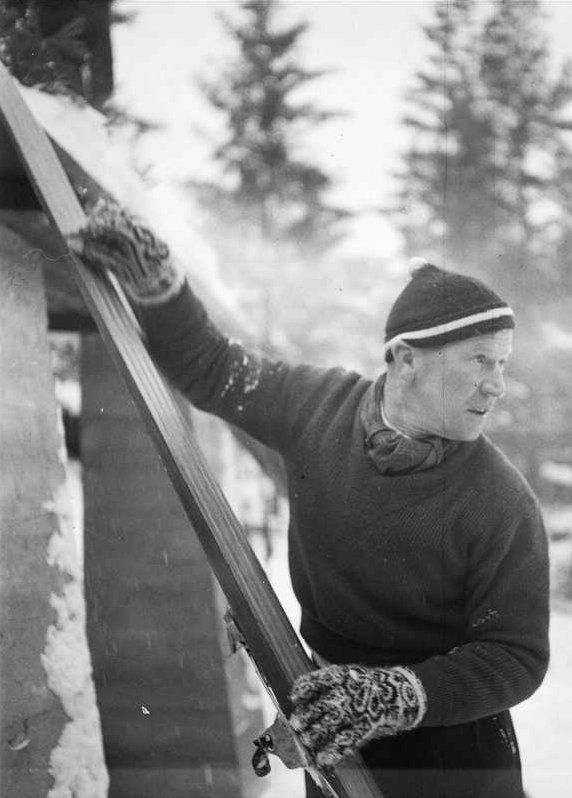
Біргер Рууд у 1949 році

Біргер Рууд, який народився в Конгсберзі, разом зі своїми братами Зігмундом і Асбйорном домінував у міжнародних стрибках у 1930-х роках, вигравши три чемпіонати світу в 1931, 1935 і 1937 роках.
Рууд також виграв золоту олімпійську медаль у 1932 і 1936 роках, став першим неодноразовим переможцем у стрибках на лижах з трампліна. Він також був досвідченим гірськолижником, вигравши бронзову медаль у комбінації на чемпіонаті світу 1935 року. Рууд виграв змагання зі стрибків на лижах у Холменколлені в 1934 році та розділив медаль Холменколлена в 1937 році з Олафом Хоффсбаккеном і Мартіном П. Вангслі.
У 1943 році, під час німецької окупації Норвегії, Рууд був ув'язнений у концентраційному таборі Гріні за вираження своїх антинацистських настроїв. Після звільнення в 1944 році він приєднався до норвезького руху опору. Він також брав участь в Олімпійських іграх 1948 року, вигравши срібну медаль зі стрибків на лижах у віці 36 років, хоча спочатку він був лише на Іграх як помічник тренера збірної Норвегії зі стрибків на лижах. Це досягнення він особисто високо цінував; це зробило його першим стрибуном з трампліна, який виграв медаль на трьох різних Олімпіадах.
Двічі він встановлював світові рекорди зі стрибків з трампліна: 76,5 м (250,98 футів) в Односбаккені в 1931 році та 92 м (301,84 футів) в Планіці в 1934 році.
Пізніше Біргер Рууд разом зі своїм другом Петтером Хугстедом, володарем золотої медалі 1948 року, брав участь у створенні Конгсберзького музею лижного спорту.
У 1987 році бронзова скульптура Біргера Рууда роботи норвезького скульптора Пера Унга була встановлена в рідному місті Рууда Конгсберзі, а в 1991 році він був нагороджений Егеберзькою премією за досягнення у стрибках з трампліна та гірських лижах. Рууд був обраний запалити Олімпійський вогонь на Олімпійських іграх у Ліллехаммері в Норвегії 1994 року, але був змушений відмовитися від участі через серцеві ускладнення безпосередньо перед подією. Він помер у 1998 році у віці 86 років.

## Світові рекорди зі стрибків на лижах
| Дата                 | Пагорб                 | Розташування                   | Метри | Фіт |
| -------------------- | ---------------------- | ------------------------------ | ----- | --- |
| 18 січня 1931 року   | Оденсбакен             | Однес, Норвегія                | 76.5  | 251 |
| 24 березня 1934 року | Блудкова великанка К90 | Планиця, Королівство Югославія | 87    | 285 |
| 25 березня 1934 року | Блудкова великанка К90 | Планиця, Королівство Югославія | 92    | 302 |